# Ali Moustafa Mosharafa
Ali Moustafa Mosharafa Pasha (en arabe: علي مصطفى مشرفة), surnommé « Einstein des Arabes », né le 11 juillet 1889 à Damiette, et mort le 16 janvier 1950, est un physicien théoricien égyptien.
Il était professeur de mathématiques appliquées à la Faculté des sciences de l'université du Caire, et a également servi en tant que son premier doyen . 
Il a contribué à l'élaboration de la théorie quantique ainsi que la théorie de la relativité et correspondait avec Albert Einstein.

## Biographie

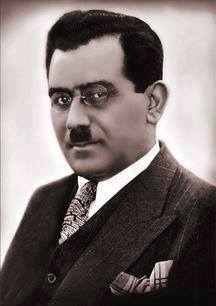
Ali Moustafa Mosharafa

### Mort
Mosharafa meurt le 16 janvier 1950, à la suite d'une crise cardiaque, Il est dit qu'il était mort d'une intoxication et on dit que l'un des délégués du roi Farouk Ier d'Égypte était derrière la mort, comme il est dit que sa mort est l'une des opérations du Mossad israélien,.

## Héritage
Parmi ses disciples on trouve : Fahmi Ibrahim Mikhail, Mohamed Morsi Ahmed, Attia Ashour, Afaf Sabri, Samira Moussa et Mahmoud El-Sherbini.
Le Newton-Mosharafa-fund est baptisé en son honneur

## Publications
- "On the Appearance of Unsymmetrical Components in "the Stark Effect" (Phil. Mag. Vol. 43, p. 943) - (1922)
- "On the Stark Effect for Strong Electric Fields" (Phil. Mag. Vol. 44, p. 371) - (1922)
- "On the Quantum Theory of Complex Zeeman Effect" (Phil. Mag. Vol. 46, p. 177) - (1923)
- "On a Second Approximation to the Quantum Theory of the Simple Zeeman Effect" (Phil. Mag. Vol. 46, p. 514) - (1923)
- "The Stark Effect for Strong Fields" (Phil. Mag. Vol. 46, p. 751) - (1923)
- "On the Quantum Theory of the Simple Zeeman Effect" (Roy. Soc. Proc. A. Vol. 102, p. 529) - (1923)
- "Half Integral Quantum numbers in the Theory of Stark Effect and a general Hypothesis of Fractional Quantum numbers" (Roy. Soc. Proc. Vol. 126, p. 641) - (1930)
- "On The Quantum Dynamics of Degenerate Systems" (Roy. Soc. Proc. A. Vol. 107, p. 237) - (1925)
- "The Quantum Explanation of the Zeeman Triplet" (Nature Vol. 119, p. 96, No. 2907, July 18) - (1925)
- "The Motion of a Lorentz Electron as a wave Phenomenon" (Nature Vol. 124, p. 726, No. 3132, Nov. 9) - (1929)
- "Wave Mechanics and the Dual Aspect of Matter and Radiation" (Roy. Soc. Proc. A. Vol. 126, p. 35) - (1930)
- "Material and Radiational Waves" (Roy. Soc. Proc. A. Vol. 131, p. 335) - (1931)
- "Can Matter and Radiation be regarded as two aspects of the same world-Condition" (Verhandlungen der Internationalen Kongress, Zurich, Switzerland) - (1932)
- "Some Views on the Relation between Matter and Radiation" (Bulletin de l'institute d'Égypte, T. XVI, p. 161) - (1939)
- "Modes in Modern Egyptian Music" (Nature, No. 135, p. 548-549) - (1937)
- "The Maxwellian Equations and a variable Speed of Light" (Proceedings of the Mathematical and Physical Society of Egypt, No. 1, Vol. 1) - (1937)
- "The Principle of Indeterminacy and the Structure of the World Lines" (Proceedings of the Mathematical and Physical Society of Egypt, Vol. 2, No. 1) - (1944)
- "Wave Surfaces associated with World Lines" (Proceedings of the Mathematical and Physical Society of Egypt, Vol. 2, No. 2) - (1943)
- "Conical Transformations" (Proceedings of the Mathematical and Physical Society of Egypt, No. 2, Vol. 3) - (1944)
- "On a Positive Definite Metric in the Special Theory of Relativity" (Proceedings of the Mathematical and Physical Society of Egypt, Vol. 2, No. 4) - (1944)
- "On the Metric of Space and the Equations of Motion of a Charged Particle" (Proceedings of the Mathematical and Physical Society of Egypt, Vol. 3, No. 1) - (1945)
- "The Egyptian Academy of Sciences" (Nature, Vol. 157, p. 573, No. 3992, May) - (1946)
- "The Metric of Space and Mass Deficiency" (Philosophical Magazine) - (1948)
- "The Mass-Defect Curves on Nuclear Forces" (Nature, Vol. 146, October 15) - (1949)

### Ses articles scientifiques
- https://www.jstor.org/stable/94282?seq=1#page_scan_tab_contents

- https://www.jstor.org/stable/94027

- https://www.jstor.org/pss/94282

- http://www.nature.com/nature/journal/v164/n4172/abs/164662b0.html

- http://www.nature.com/nature/journal/v157/n3992/abs/157573a0.html

- http://www.nature.com/nature/journal/v140/n3543/abs/140548b0.html

- http://www.nature.com/nature/journal/v140/n3543/abs/140548b0.html

- http://www.nature.com/nature/journal/v140/n3543/abs/140548b0.html

- https://www.jstor.org/stable/95608?seq=1#page_scan_tab_contents

- https://www.jstor.org/stable/95404?seq=1#page_scan_tab_contents

- http://www.nature.com/nature/journal/v124/n3132/abs/124726b0.html

- http://www.nature.com/nature/journal/v116/n2907/abs/116096a0.html

- https://www.jstor.org/stable/94244?seq=1#page_scan_tab_contents